# 422 Pułk Strzelców (RFSRR)
422 Pułk Strzelców (RFSRR) - pułk piechoty Armii Czerwonej okresu wojny polsko-bolszewickiej.
28 marca 1920 roku sztandar pułkowy 422 Pułku Strzelców dostał się w ręce żołnierzy Wojska Polskiego, którzy odpierali próbę bolszewików przedarcia się na tyły Grupy Poleskiej od strony Owrucza.
3 maja 1920 pułk został rozbity na Polesiu przez Wojsko Polskie, które zdobyło 3 działa, 4 karabiny maszynowe oraz wzięło kilkudziesięciu jeńców.